# Adama Traoré (labdarúgó, 1990)
Adama Traoré (Bondoukou, 1990. február 3. –) elefántcsontparti válogatott labdarúgó, az ausztrál élvonalbeli Western Sydney Wanderers játékosa.

## Pályafutása

### Klubcsapatokban
Traoré az elefántcsontparti EFYM akadémiáján nevelkedett. 2009 és 2014 között az ausztrál Gold Coast United és a Melbourne Victory csapataiban futballozott, utóbbi csapatban a 2013-2014-es szezonban az év csapatába is beválasztották az ausztrál élvonalban. 2015 és 2017 között a svájci FC Basel labdarúgója volt, mellyel háromszor svájci bajnoki címet ünnepelt, illetve egyszer svájci kupagyőztes lett. 2021 óta az ausztrál Western Sydney Wanderers labdarúgója.

### Válogatott
2015 óta tizenhárom mérkőzésen lépett pályára az elefántcsontparti válogatottban, tagja volt a 2017-es afrikai nemzetek kupáján szerepelt válogatottnak.

## Sikerei, díjai

### Klubcsapatokban
Basel
- Svájci bajnok (3): 2014–2015, 2015–2016, 2016–2017
- Svájci kupagyőztes (1): 2016–2017